# Titularbistum Dora
Das Bistum Dora  (italienisch diocesi di Dora, lateinisch Dioecesis Doritana seu Dorensis) ist ein Titularbistum der römisch-katholischen Kirche.
Es geht zurück auf den untergegangenen Bischofssitz in der Stadt Dora in der römischen Provinz Syria Palaestina bzw. Palaestina Prima. Es gehörte zur Kirchenprovinz Caesarea in Palaestina.
| Titularbischöfe von Dora |                                                      |                                        |                    |                    |
| Nr.                      | Name                                                 | Amt                                    | von                | bis                |
| 1                        | Imrich I. Esterházy                                  |                                        | 23. Juli 1725      | 29. Mai 1741       |
| 2                        | Jean Jacques Lantz (Johann Jakob Lantz)              | Weihbischof in Straßburg (Frankreich)  | 3. April 1786      | 6. Januar 1799     |
| 3                        | Mauro Paolo Giuseppe Antonino Michele Maria Mari OSB |                                        | 26. März 1804      | Dezember 1814      |
| 4                        | Anthony O’Regan                                      | emeritierter Bischof von Chicago (USA) | 25. Juni 1858      | 13. November 1866  |
| 5                        | Giovanni Maria Maioli                                |                                        | 6. Mai 1871        | 20. Juli 1872      |
| 6                        | Victoriano Guisasola y Rodríguez                     | Prälat von Ciudad Real (Spanien)       | 29. September 1876 | 27. März 1882      |
| 7                        | Antonio María Cascajares y Azara                     | Prälat von Ciudad Real (Spanien)       | 27. März 1882      | 27. März 1884      |
| 8                        | José María Rancés y Villanueva                       | Prälat von Ciudad Real (Spanien)       | 10. Juni 1886      | 28. November 1898  |
| 9                        | Casimiro Piñera y Naredo                             | Prälat von Ciudad Real (Spanien)       | 28. November 1898  | 28. August 1904    |
| 10                       | Remigio Gandásegui y Gorrochátegui                   | Prälat von Ciudad Real (Spanien)       | 27. Mai 1905       | 28. Mai 1914       |
| 11                       | Francisco Javier de Irastorza Loinaz                 | Prälat von Ciudad Real (Spanien)       | 11. Juli 1914      | 27. Juni 1922      |
| 12                       | Seliger Narciso de Esténaga y Echevarría             | Prälat von Ciudad Real (Spanien)       | 14. Dezember 1922  | 22. August 1936    |
| 13                       | Emeterio Echeverria Barrena                          | Prälat von Ciudad Real (Spanien)       | 29. Dezember 1942  | 25. Dezember 1954  |
| 14                       | Juan Hervás y Benet                                  | Prälat von Ciudad Real (Spanien)       | 14. Mai 1955       | 30. September 1976 |
| 15                       | Rafael Torija de la Fuente                           | Prälat von Ciudad Real (Spanien)       | 30. September 1976 | 4. Februar 1980    |